# WaferCatalyst
WaferCatalyst是沙特阿拉伯阿卜杜勒阿齐兹国王科技城（King Abdulaziz City for Science and Technology，KACST）提供的多项目晶圆（Multi-Project Wafer，MPW）整合服务。 WaferCatalyst是一个硅服务概念，为集成电路（IC）设计领域的社区建设提供了多种工具。其中包括多项目晶圆服务制造、多层掩模（multi-layer mask，MLM）、设计支持、咨询服务和制造支持。

## 历史
微系统基础设施开发计划（Microsystems Infrastructure Development initiative，MIDI）由国家电子、通信和光子中心下的微传感器部门（Micro-Sensors Division，MSD）于 2012 年初发起，旨在在沙特阿拉伯王国创建和开发集成电路生态系统。這項措施所開發的服務被稱為“WaferCatalyst”，旨在為沙烏地阿拉伯、大中東和北非地區以及全球半導體設計界提供服務。 該計畫於 2013 年 4 月 28 日由沙烏地阿拉伯王國研究院副院長Turki bin Saud bin Mohammad Al Saud 王子殿下正式啟動。 

## 计划
WaferCatalyst有許多計畫來增強IC開發領域的生態系統。 其中包括透過其支援和設計入口網站提供的支援服務、對製程開發套件的支援、對大學 IC 流片的支援、本科生/研究生的專案名稱和合作夥伴計劃。
WaferCatalyst一直致力於在各機構、研究和商業組織之間建立密切的協調和夥伴關係，為自身增加價值，同時也為虛擬集群生態系統的發展做出貢獻。

## 相关链接
多项目晶圆服务